# 27765 Брокгаус
27765 Брокгаус (27765 Brockhaus) — астероїд головного поясу, відкритий 10 вересня 1991 року.
Тіссеранів параметр щодо Юпітера — 3,581.